# Su mapamundi, gracias / Qué puedo hacer
«Su mapamundi, gracias / Qué puedo hacer» es un sencillo en formato vinilo compartido por Los Planetas y Sr. Chinarro en el que cada artista versiona una canción del otro: Su mapamundi, gracias (publicada por primera vez en el sencillo Lerele de Sr. Chinarro) y Qué puedo hacer (original del disco Super 8 de Los Planetas).
Aparte de en este sencillo, con edición limitada a 1000 copias, la versión de Su mapamundi, gracias se incluye en Brumario. Un recopilatorio de Acuarela Discos (Acuarela Discos, 2000) y la de Qué puedo hacer en el recopilatorio de rarezas de Sr. Chinarro Despídete del lago. Las rarezas de Antonio Luque 1993-2001 (Acuarela Discos, 2001).

## Lista de canciones
1. «Su mapamundi, gracias»
2. «Qué puedo hacer»